# Gmina Żarnów
Die Gmina Żarnów ist eine Stadt-und-Land-Gemeinde (gmina miejsko-wiejska) im Powiat Opoczyński der Woiwodschaft Łódź in Polen. Ihr Sitz ist die gleichnamige Stadt, die zum 1. Januar 2024 ihre 1869 entzogenen Stadtrechte wiedererhielt, wodurch die bisherige gmina wiejska (Landgemeinde) zur gmina miejsko-wiejska wurde.

## Gliederung
Zur Stadt-und-Land-Gemeinde (gmina miejsko-wiejska) Żarnów gehören dreißig Dörfer mit einem Schulzenamt (sołectwo):
- Afryka
- Antoniów
- Bronów
- Budków
- Dąbie
- Dłużniewice
- Grębenice
- Chełsty
- Jasion
- Klew
- Klew-Kolonia
- Malenie
- Malków
- Marcinków
- Myślibórz
- Miedzna Murowana
- Niemojowice
- Nadole
- Paszkowice
- Pilichowice
- Ruszenice
- Sielec
- Skórkowice
- Soczówki
- Straszowa Wola
- Topolice
- Trojanowice
- Wierzchowisko
- Zdyszewice
- Żarnów

Weitere Ortschaften der Gemeinde sind:
- Adamów

- Kamieniec
- Ławki
- Łysa Góra
- Młynek
- Niemojowice-Kolonia
- Nowa Góra
- Odrowąż
- Poręba
- Ruszenice-Kolonia
- Siedlów
- Skumros
- Tomaszów
- Widuch